# Aeroportul Great Falls
Aeroportul Great Falls (IATA: GTF, ICAO: KGTF, FAA LID: GTF) este un aeroport din Montana, Statele Unite ale Americii ce deservește zona Great Falls⁠(d). Aeroportul a fost tranzitat în 2019 de 351.226 de pasageri. A fost numit după zona deservită.
Situat la o altitudine de 1.122 m, aeroportul dispune de 2 piste.

## Infrastructură

### Piste
Aeroportul dispune de 2 piste. Pista 03/21 are suprafața de asfalt și dimensiunile 10.502 picioare × 150 picioare. Pista 16/34 are suprafața de asfalt și dimensiunile 5.722 picioare × 150 picioare. 